# Winkler (Kanada)
Winkler – miasto w Kanadzie, w prowincji Manitoba. W 2006 r. miasto to na powierzchni 17,02 km² zamieszkiwało 9 106 osób.